# Фолксваген туран
Фолксваген туран је компактни Фолксвагенов минивен. Тренутно се производи у другој генерацији.
У понуду произвођача уврштен је почетком 2003. године као његов други минивен након већег шарана, а изграђен је на платформи пете генерације голфа, те је на неки начин био најава његовог доласка годину дана касније.
У серијској опреми туран нуди пет сједишта, али је по жељи могуће наручити и два додатна, а на његовој се основи од прољећа 2004. производи и нова генерација популарног фургона кедија, те на њему заснованом минивен кеди лајф који се од турана разликује само по повишеном крову и другачијим задњим свјетлима.
Туран је могуће добити са четири четвороцилиндрична мотора, два на бензин и два на дизел.
- 1.4 ТСИ бензин ca 140 / 170
- 1.6 - бензин са 102
- 1.6 ФСИ - бензин са 115
- 2.0 ФСИ - бензин са 150
- 1.9 ТДИ - дизел са 90 / 100 / 105
- 2.0 ТДИ - дизел са 136 / 140 / 170

Јачи бензинац могуће је наручити и са аутоматским мјењачем са шест брзина, а уз оба дизела је као додатну опрему могуће добити секвенцијални мјењач ДСГ.